# Xã Madison, Quận Lincoln, Kansas
Xã Madison (tiếng Anh: Madison Township) là một xã thuộc quận Lincoln, tiểu bang Kansas, Hoa Kỳ. Năm 2010, dân số của xã này là 96 người.